# Заяць Роман Михайлович
Рома́н Миха́йлович За́яць (нар. 27 березня 1957, с. Гірне, нині Україна) — український журналіст, редактор, управлінець. Заслужений журналіст України (2002). Відзнаки Держкомтелерадіо України «За заслуги в розвитку інформаційної сфери» 3-го (2005) та 2-го (2006) ступенів.

## Життєпис
Роман Заяць народився 27 березня 1957 року в селі Гірному, нині Грабовецько-Дулібівської громади Стрийського району Львівської области України.
Закінчив факультет журналістики Київського державного університету ім. Т. Г. Шевченка (1983). Працював редактором, головним редактором радіоінформації Держтелерадіо УРСР у м. Київ (1983—1986); у м. Тернопіль: власкором по Тернопільській області Держтелерадіо УРСР (1986—1992) та Державної телерадіомовної компанії України (1992—1995), кореспондентом ТВО «Українські телевізійні новини» Національної телекомпанії України (1995—2001), генеральним директором Тернопільської обласної державної телерадіокомпанії (2001—?).

## Нагороди
- Почесне звання «Заслужений журналіст України» (19 лютого 2002) — за вагомий особистий внесок у соціально-економічний та культурний розвиток Тернопільської області, значні трудові здобутки та високий професіоналізм[1].